# Andrena squamata
Andrena squamata är en biart som beskrevs av Wu 1990. Andrena squamata ingår i släktet sandbin, och familjen grävbin. Inga underarter finns listade i Catalogue of Life.